# América de Cali
América S.A.D., mer känt som América de Cali, är ett colombianskt fotbollslag som grundades 1927. América anses vara ett av Colombias mest anrika fotbollslag.

## Kända tidigare spelare
Se också Spelare i América de Cali
- Pablo Armero
- Fabián Estay
- Freddy Rincón